# Benjamin Pollak
Benjamin Bernard Pollak (* 23. April 1983 in Paris) ist ein professioneller französischer Pokerspieler.
Pollak hat sich mit Poker bei Live-Turnieren mehr als 13 Millionen US-Dollar erspielt und ist damit der dritterfolgreichste französische Pokerspieler. Er gewann 2019 das High Roller der European Poker Tour.

## Pokerkarriere

### Werdegang
Pollak lebt in London. Er spielt seit 2007 online unter dem Nickname MagicDeal und hat auf den Plattformen PokerStars und Full Tilt Poker summierte Turniergewinne von knapp 400.000 US-Dollar aufzuweisen.
Seine erste Geldplatzierung bei einem Live-Turnier erzielte Pollak Mitte Dezember 2007 im Aviation Club de France auf der Champs Élysées in Paris. Im Juni 2010 gewann er das Main Event der Trophées Haussmann in Paris mit einer Siegprämie von rund 100.000 Euro. Im Juli 2010 war er erstmals bei der World Series of Poker (WSOP) im Rio All-Suite Hotel and Casino am Las Vegas Strip erfolgreich und kam bei einem Turnier der Variante No Limit Hold’em ins Geld. Anfang Dezember 2011 erreichte der Franzose den Finaltisch beim Main Event der World Poker Tour (WPT) in Prag und erhielt für seinen vierten Platz 104.000 Euro. Im April 2013 saß er erneut am Finaltisch eines WPT-Main-Events und wurde in Barcelona Zweiter für 126.000 Euro. Bei der WSOP 2013 erreichte er im Main Event den siebten Turniertag und schied dort auf dem 27. Platz für knapp 300.000 US-Dollar Preisgeld aus. Ende August 2014 wurde Pollak beim High Roller der European Poker Tour (EPT) in Barcelona Fünfter für 219.000 Euro. Anfang Februar 2015 erreichte er den Finaltisch beim EPT-Main-Event in Deauville und wurde Vierter für knapp 200.000 Euro. Bei der WSOP 2017 erreichte der Franzose den Finaltisch des Main Events, der ab 20. Juli 2017 gespielt wurde. Er startete als Dritter in Chips und belegte hinter Scott Blumstein und Daniel Ott den dritten Platz für ein Preisgeld von 3,5 Millionen US-Dollar. Bei der PokerStars Championship in Barcelona belegte Pollak Ende August 2017 den dritten Platz im High Roller und erhielt aufgrund eines Deals mit Ronny Kaiser und Markus Dürnegger ein Preisgeld von knapp 700.000 Euro. Anfang November 2017 wurde der Franzose beim High Roller der World Series of Poker Europe im King’s Resort in Rozvadov hinter Niall Farrell Zweiter für rund 460.000 Euro. Im Februar 2018 gewann Pollak das sechste Event der US Poker Open im Aria Resort & Casino am Las Vegas Strip mit einer Siegprämie von 416.500 US-Dollar und belegte mit insgesamt drei Cashes bei der Serie den fünften Platz im Rennen um die „US Poker Open Championship trophy“. Bei der WSOP 2018 erreichte er im Main Event den sechsten Turniertag und belegte den 42. Platz für rund 190.000 US-Dollar Preisgeld. Ende August 2018 wurde der Franzose beim Super High Roller der EPT in Barcelona Fünfter und erhielt knapp 450.000 Euro. Wenige Tage später gewann er an gleicher Stelle ein 50.000 Euro teures High-Roller-Event und sicherte sich eine Siegprämie von 979.000 Euro. Ende Oktober 2018 erreichte Pollak, wie bereits im Vorjahr, den Finaltisch beim High Roller der World Series of Poker Europe in Rozvadov und beendete das Turnier auf dem dritten Platz für rund 370.000 Euro. Anfang Mai 2019 gewann er das EPT High Roller in Monte-Carlo und erhielt aufgrund eines Deals mit Koray Aldemir mehr als 700.000 Euro. Seitdem blieben größere Turniererfolge aus.

### Preisgeldübersicht
Mit erspielten Preisgeldern von über 13 Millionen US-Dollar ist Pollak nach Bertrand Grospellier und Jean-Noël Thorel der dritterfolgreichste französische Pokerspieler.
| Jahr      | Preisgeld (in $) | Turniersiege |
| --------- | ---------------- | ------------ |
| 2007      | 17.878           | 1            |
| 2008      | 20.142           | 0            |
| 2009      | 54.701           | 1            |
| 2010      | 224.971          | 2            |
| 2011      | 350.615          | 1            |
| 2012      | 9.261            | 0            |
| 2013      | 621.902          | 0            |
| 2014      | 603.712          | 1            |
| 2015      | 695.749          | 1            |
| 2016      | 301.762          | 0            |
| 2017      | 4.979.064        | 0            |
| 2018      | 3.866.899        | 2            |
| 2019      | 1.193.391        | 1            |
| 2020–2021 | 0                | 0            |
| 2022      | 73.974           | 0            |
| 2023      | 11.467           | 0            |
| gesamt    | 13.025.488       | 10           |